# European Academy for Islamic Culture and Science
Die European Academy for Islamic Culture and Science (Europäische Akademie für Islamische Kultur und Wissenschaften; الأكاديمية الأوروبية للثقافة والعلوم الإسلامية) bzw. das Dar Al Hikmah (arabisch دار الحكمة, DMG dār al-ḥikma) in Brüssel (Bruxelles / Brussels), Belgien, ist eines der Projekte der Tabah Foundation aus den Vereinigten Arabischen Emiraten (VAE). Die Einrichtung wurde 1997 in Brüssel eröffnet.
Die Akademie soll es nach Angaben der Tabah Foundation Studierenden ermöglichen, innerhalb von vier Jahren eine solide Kenntnisse in der islamischen Wissenschaft und Kultur im Rahmen eines traditionellen islamischen Ansatzes zu erwerben. Zu ihren Lehrfächern zählen Koranwissenschaften, Theologie, Hadith, Rechtswissenschaft, Geschichte und arabische Sprache. Die Tabah Foundation kooperiert mit der Akademie und bietet Unterstützung und Hilfe bei der Formulierung einer praktikablen Methode für Akademie, Verwaltung und Finanzbereiche und die Einrichtung eines Stiftungsfonds zur Erreichung ihrer Hauptziele.
Muhammad Alwani Al-Sharif (arabisch محمد علواني الشريف), einer der Unterzeichner des Offenen Briefes islamischer Gelehrter an Papst Benedikt XVI. und des offenen Briefes Ein gemeinsames Wort zwischen Uns und Euch (engl. A Common Word Between Us & You), ist ihr Leiter (2007).
Scheich Habib Ali al-Dschifri in seinem Beirat ist auch Vorstandsmitglied des Dar al-Mustafa in Tarim, Jemen, und Mitglied des Königlichen Aal-al-Bayt-Instituts für islamisches Denken (Royal Aal Al-Bayt Institute for Islamic Thought) in Amman, Jordanien.
Farouk Hamada ist ebenfalls in ihrem Board of Trustees.

## Persönlichkeiten
Zu den mit der Akademie verbundenen Persönlichkeiten zählen:
- Muhammad Alwani Al-Sharif
- Habib Ali al-Dschifri
- Farouk Hamada
- Galaye Ndiaye[7] (Imam an der Großen Moschee von Brüssel)

## Verschiedenes
In dem gleichnamigen, 1004 in Kairo unter dem Fatimiden-Kalifen al-Hakim bi-Amr Allah gegründeten Dar al-Hikmah traf sich seinerzeit die Crème de la Crème muslimischer Gelehrter aus aller Welt.